# Chipila
Chipila är en ort i Mexiko.   Den ligger i kommunen Huautla och delstaten Hidalgo, i den sydöstra delen av landet, 200 km nordost om huvudstaden Mexico City. Chipila ligger 245 meter över havet och antalet invånare är 317.
Terrängen runt Chipila är lite kuperad. Runt Chipila är det ganska tätbefolkat, med 96 invånare per kvadratkilometer. Närmaste större samhälle är Xochiatipan de Castillo, 17,6 km söder om Chipila. Omgivningarna runt Chipila är en mosaik av jordbruksmark och naturlig växtlighet.